# دالر پوینت (کالیفرنیا)
دالر پوینت (به انگلیسی: Dollar Point) یک منطقهٔ مسکونی در ایالات متحده آمریکا است که در شهرستان پلاسر، کالیفرنیا واقع شده‌است. دالر پوینت ۴٫۲۳۲ کیلومتر مربع مساحت و ۱٬۲۱۵ نفر جمعیت دارد و ۱٬۹۷۶ متر بالاتر از سطح دریا واقع شده‌است.